# Glossopeltis
Glossopeltis is een geslacht van wantsen uit de familie van de Miridae (Blindwantsen). Het geslacht werd voor het eerst wetenschappelijk beschreven door Odo Reuter in 1903.

## Soorten
Het genus bevat de volgende soorten:

- Glossopeltis albosignatus (Reuter, 1904)
- Glossopeltis calvus Linnavuori, 1996
- Glossopeltis combreticolus Linnavuori, 1975
- Glossopeltis conradti Poppius, 1914
- Glossopeltis coutierei Reuter, 1903
- Glossopeltis discrepans Akingbohungbe, 1980
- Glossopeltis elegans Akingbohungbe, 1980
- Glossopeltis laevicollis Linnavuori, 1973
- Glossopeltis ornatulus Linnavuori, 1975
- Glossopeltis perplexus Akingbohungbe, 1980
- Glossopeltis pilosus Akingbohungbe, 1980
- Glossopeltis serapis Linnavuori, 1996
- Glossopeltis spinascutellatus Akingbohungbe, 1980